# شوح فيجاري
شوح فيجاري (الاسم العلمي:Abies vejarii) هو نوع من النباتات يتبع جنس الشوح من الفصيلة الصنوبرية.